# Винный подъём
Винный подъём (груз. ღვინის აღმართის ქუჩა) — улица в Тбилиси, в районе Авлабари, от Площади Европы до подъёма Бараташвили.

## История
Древний путь с Авлабарской возвышенности, где соединялись Марнеульская и Навтлугская дороги, к мосту Метехи.
Старинное название местности — Сирачхана (перс. شراب‎ — винодел, خانه — дом), в XIX веке здесь располагался главный городской базар, караван-сарай Парумбекова и Херудинова, торговали вином.
В 2010 году рядом с улицей разбили парк Рике.
В марте 2016 года планировалось завершить реконструкцию улицы.

## Достопримечательности
«Сачино» — Дворец царицы Дареджан (1776)
«Плачущая скала» (эффект слёз создают стекающие по стене струйки серных источников)

## Улица в кинематографе
По улице проезжают главные герои фильма «Ретивый поросёнок»